# Ophioglossum parvifolium
Ophioglossum parvifolium là một loài dương xỉ trong họ Ophioglossaceae. Loài này được Grev. & Hook. in Hook. mô tả khoa học đầu tiên năm 1833.
Danh pháp khoa học của loài này chưa được làm sáng tỏ. 